# Notophthiracarus distinctus
Notophthiracarus distinctus är en kvalsterart som beskrevs av Wojciech Niedbała 1989. Notophthiracarus distinctus ingår i släktet Notophthiracarus och familjen Phthiracaridae. Inga underarter finns listade i Catalogue of Life.